# Jakobäa (Vorname)
Jakobäa ist ein weiblicher Vorname, der von Jakob abgeleitet ist. Bekannte Namensträgerinnen waren:
- Jakobäa von Bayern (1401–1436)
- Jacquetta von Luxemburg (um 1415; † 1472)
- Jakobäa von Baden (1507–1580), Ehefrau Herzog Wilhelms IV. von Bayern, Tochter des Markgrafen Philipp I. von Baden
- Maria Jakobäa von Oettingen (1525–1575), zweite Ehefrau Johanns II. von Pfalz-Simmern
- Kunigunde Jakobäa von der Pfalz (1556–1586), zweite Ehefrau Johanns VI. von Nassau-Dillenburg
- Jakobe von Baden-Baden (1558–1597), Enkelin Jakobäas von Baden, Tochter von Philibert von Baden und erste Ehefrau Herzog Johann Wilhelms von Jülich-Kleve-Berg